# San Miguel de Sema
San Miguel de Sema – miasto w Kolumbii, w departamencie Boyacá.